# Митрополит црногорско-брдски Никанор
Никанор Ивановић Његуш (Дрниш, 1825 — Горица, 9. април 1894) био је митрополит црногорско-брдски од 1858. до 1860. године. Био је први владика након раздвајања световне и црквене власти у Књажевини Црној Гори.

## Биографија
На крштењу је добио име Никола. Након стицања основног богословског образовања у Шибенику и Задру, примио је крајем 1851. године монашки постриг у манастиру Савини, добивши име Никанор, а потом је почетком 1852. године рукоположен за јерођакона и јеромонаха од стране тадашњег далматинског епископа Јеротеја Мутибарића. Међутим, није се дуго задржао на служби у манастиру Савини, већ је током исте 1852. године без дозволе савинског игумана отпутовао у Црну Гору.
Након смрти владике Петра II Петровића Његоша (1851) у Црној Гори је дошло до раздвајања црквене и световне власти. Тада се пред новог владара, књаза Данила Петровића-Његоша (1852-1860) поставило питање о проналажењу одговарајуће личности која би примила дужност новог црквеног поглавара у земљи. Ово питање се показало као веома сложено, усљед тадашњих унутрашњих превирања у Црној Гори. Положај младог владара је у прво вријеме био веома несигуран, усљед супарништва у самом дому Петровића-Његоша, тако да књаз Данило није журио са рјешавањем владичанског питања, не желећи да у личности новог владике добије још једног супарника или евентуалног противника. Пошто је владичански положај традиционално уживао велики углед у народу, млади књаз није хтио да на владичански трон доведе неког од својих сродника, нити личност из неког другог главарског рода, пошто би тај род по основу довођења свог члана на утицајни владичански положај аутоматски стекао и углед "владичанске" куће. Стога је млади књаз у своје окружење почео да доводи и личности које су родом биле изван Црне Горе, а међу њима се нашао и архимандрит Никанор Ивановић, православни Србин из Дрниша у аустријској Далмацији, који је стекао знатно књажево повјерење.
Поред питања о избору личности, пред књаза Данила се поставило и питање о архијерејској хиротонији будућег владике, која је морала бити обављена на страни, пошто је у Црној Гори у то вријеме још увијек постојала само једна епархија. Тим поводом, пред књазом су била два могућа рјешења: слање назначеног кандидата у Русију, по скорашњем примјеру владике Петра II Петровића Његоша (1833) или слање назначеног кандидата у Сремске Карловце, по ранијем примјеру владике Петра I Петровића Његоша (1784). Већ крајем 1852. и почетком 1853. године, ово питање је разматрано у склопу службене преписке између тадашњег српског патријарха Јосифа Рајачића и аустријских власти. Полазећи од канонског права и раније праксе, патријарх Рајачић је изразио спремност да хиротонише кандидата који би из Црне Горе био упућен у Сремске Карловце. Настојећи да ово питање врати у канонске оквире из времена владике Петра I (1784), патријарх Рајачић је у исто вријеме имао неповољно мишљење о претензијама Руског синода, које су својевремено довеле до хиротоније Петра II у Русији (1833).
Сва ова питања била су пресјечена избијањем Кримског рата (1853-1856). Тек након закључења Париског мира (1856) и учвршћивања власти књаза Данила, црногорски владар је коначно одлучио да приступи рјешавању владичанског питања. Стога је током 1857. године донио коначну одлуку да приликом одабира погодне личности избјегне све своје сроднике и све припаднике других главарских родова, определивши се за особу која није била родом из Црне Горе, те стога није имала упориште у земљи, већ је у потпуности зависила од књаза. Избор је пао управо на књажевог провјереног сарадника, архимандрита Никанора Ивановића, православног Србина из Дрниша у аустријској Далмацији. Према породичном предању, род архимандрита Никанора је старином потицао од племена Његуша, те је новоименовани владика по том основу представљен главарима и народу као даљи књажев сродник.
Као особа од књажевог повјерења, Никанор Ивановић је постао архимандрит још 1853. године, када је књаз Данило замолио новог далматинског епископа Стефана Кнежевића да Никанора Ивановића произведе за архимандрита, што је овај и учинио. У то вријеме, постојао је још један кандидат за новог цетињског владику, а то је био острошки архимандрит Никодим Рајичевић, који је умро почетком 1858. године. Тек након тога, за новог владику је коначно одређен архимандрит Никанор Ивановић.
Иако се одлучио за кандидата који је у Црној Гори био странац, а уз то и аустријски поданик, књаз Данило није желио да се замјера руској влади, која је инсистирала на хиротонији новог владике под окриљем Руског синода, те је архимандрит Никанор стога упућен у Русију, гдје је 1858. године примио архијерејску хиротонију. Тиме је окончано раздобље седмогодишње упражњености цетињског владичанског трона. Иако је постао нови црногорско-брдски митрополит, Никанор Ивановић није успио да развије значајнију дјелатност пошто је његов положај у потпуности зависио од књаза Данила. То се у пуној мјери показало у вријеме књажеве погибије (1860), након које је владика Никанор изгубио своје једино упориште у Црној Гори. Нови књаз Никола Петровић Његош га је 1860. године разрешио дужности и протерао из Црне Горе, након чега је Никанор Ивановић емигрирао у Русију, а касније се вратио у Аустроугарску. Умро је 1894. године у Горици, а сахрањен је у Трсту, код цркве Светог Спиридона.
На владичанском престољу насљедио га је владика Иларион II Рогановић.